# Devin Cannady
Devin Cannady (Mishawaka, Indiana; 21 de mayo de 1996) es un baloncestista estadounidense que pertenece a la plantilla del Panionios B.C. de la A1 Ethniki. Con 1,88 metros de estatura, juega en la posición de base.

## Trayectoria deportiva

### Universidad
jugó cuatro temporadas con los Tigers de la Universidad de Princeton, en las que promedió 14,6 puntos, 4,1 rebotes, 1,6 asistencias y 1,1 robos de balón por partido. En la temporada 2017-18 fue incluido en el segundo mejor quinteto de la Ivy League. Acabó su carrera en los Tigers con 1515 puntos, la quinta mejor marca de la historia del equipo universitario.

### Profesional
Tras no ser elegido en el Draft de la NBA de 2019, disputó las Ligas de Verano con los Oklahoma City Thunder, para acabar firmando más tarde con Brooklyn Nets, pero fue despedido cuatro días antes del comienzo de la temporada. El 27 de octubre fue recolocado en el filial de Brooklyn, los Long Island Nets, de la G League. En su primera temporada en la liga promedió 14,4 puntos, 3,9 rebotes y 2,6 asistencias, acabando como titular indiscutible.
El 27 de noviembre de 2020 firmó con Orlando Magic, pero fue despedido tras disputar dos partidos de pretemporada. El 24 de enero de 2021 fue incluido en la plantilla de los Lakeland Magic de la G League. Allí ganó el campeonato, siendo además elegido MVP de la final, tras anotar 22 puntos.
El 6 de abril de 2021 firmó un contrato de 10 días con Orlando Magic, debutando en la liga al día siguiente. Tras la finalización del mismo, el 16 de abril firmó un contrato dual con los Magic, que le permitirá jugar además con su filial en la G-League. El día 25 de abril de ese mismo año, en un partido contra Indiana Pacers sufrió una fractura expuesta en su tobillo derecho, lo que lo alejaría de las canchas por mucho tiempo.
El 28 de septiembre de 2023 firmó con los New Orleans Pelicans, pero fue despedido el mismo día. El 29 de octubre firmó con el Birmingham Squadron de la G League.
El 10 de agosto de 2024 fichó por el Panionios B.C. de la A1 Ethniki.

## Selección nacional
Cannady representó a los Estados Unidos en la FIBA AmeriCup 3x3 de 2023.

## Estadísticas de su carrera en la NBA

### Temporada regular
| Año     | Equipo  | PJ | PT | MPP  | %TC  | %3P  | %TL  | RPP | APP | ROB | TPP | PPP  |
| ------- | ------- | -- | -- | ---- | ---- | ---- | ---- | --- | --- | --- | --- | ---- |
| 2020-21 | Orlando | 8  | 0  | 9.3  | .393 | .375 | .857 | .6  | .1  | .6  | .1  | 4.3  |
| 2021-22 | Orlando | 5  | 0  | 29.0 | .341 | .405 | .714 | 1.2 | 2.0 | 1.0 | .6  | 10.0 |
| Total   | Total   | 13 | 0  | 16.8 | .361 | .396 | .786 | .8  | .8  | .8  | .3  | 6.5  |